# Китайский гороскоп
Китайский гороскоп — принятая в китайской культуре разметка хронологической шкалы (астрологическая система), согласно которой каждый лунный год обозначается одним из 12 священных животных и, одновременно, одной из 10 стихийных форм (из пяти элементов в мужском либо женском аспекте). Кругооборот священных животных и наложенных на них стихийных форм проходит в порядке, установленном преданием. Легенда приписывает изобретение китайской астрологии мифическому «Жёлтому императору» Хуан-ди (ок. 2600 до н. э.). По другим данным, она была основана во время династии Чжоу (династия правила в Китае около 800 лет) и достигла расцвета при Ханьской династии (206 до н. э. — 207 н. э.). Именно тогда основные элементы традиционной китайской культуры: философия Инь и ян, теория пяти элементов (У-син) и конфуцианское учение были объединены и положены в основу китайской медицины, алхимии и астрологии. Китайский зодиакальный двенадцатилетний цикл получил своё ранее распространение на Руси под названием «круга югорского» (т. е. уйгурского).

## Структура китайского циклического календаря: годы
В основе китайского гороскопа лежат следующие периоды:
10-летний цикл («небесные стволы») опирается на две важнейшие идеи древней китайской философии. Каждый из пяти элементов или стихий (металл, дерево, вода, огонь и земля) длится по два года — первый год в форме «ян», а второй — в форме «инь». Китайское слово син, хоть и переводится обычно как «элемент», буквально означает «изменяющееся состояние бытия» или «фаза развития», что подробно описано в Книге Перемен.
12-летний цикл («земные ветви» или «китайский зодиак»). По каким-то причинам именно 12-летний период вызвал у китайских астрологов наибольшее вдохновение. Характеристики зодиакальных животных (крыса, бык, тигр и т. д.) отличаются художественностью формы, а также богатством и психологической достоверностью содержания.
60-летний цикл является результатом взаимодействия 10-летнего и 12-летнего циклов. Каждый год характеризуется по инь/ян, по элементу и по животному. Например, начинается каждый цикл янской деревянной крысой и продолжается до следующей янской деревянной крысы. Чётность числа 12 приводит к тому, что каждое зодиакальное животное встречается только в одной форме инь/ян, например, дракон — всегда ян, а бык — всегда инь. Поэтому цикл длится именно 60 лет, а не 120.
Первым годом китайского циклического календаря древние китайцы считали 2697 год до н. э. Эту дату иногда считают годом рождения императора Хуан-ди. (Другая версия китайского начала времён — 2637 год до н. э.). Позже какие-то соображения заставили перенести начало летоисчисления на 300 лет позже — к 2397. Это летоисчисление называется «традиционным».
Текущий 60-летний цикл начался в 1984 году. 2025 год является 42-м годом 34-го цикла китайского календаря.
Год в 60-летнем цикле обозначается двумя иероглифами, первый из которых обозначает его порядковый номер в 10-летнем, а второй — в 12-летнем цикле. Эти два иероглифа называются биномом.

## Месяцы, дни и часы
Такая же структура накладывается китайским гороскопом на месяцы, дни и часы. Для годов большой цикл длится 60 лет. Для месяцев — пять лет (60:12), для дней — 60 дней (примерно два месяца) и для часов — пять дней (древнекитайский час содержит 120 минут, так что сутки состоят из 12 часов). Из-за сложности расчётов для определения месяца или дня рождения человека существуют специальные таблицы. Для исчисления месяцев использовался один из двух календарей — лунный или астрологический.
Все циклы идут безостановочно, независимо друг от друга. Например, с началом года не считается, что все остальные ритмы начинают идти с нуля. Исключением является только момент начала летоисчисления.
Каждый из циклов добавляет ещё по одному биному. Образовавшиеся на основе момента рождения четыре бинома или восемь «знаков судьбы» и определяют, как считается, судьбу человека на всю жизнь.

## Китайский зодиак
Китайский зодиак (кит. трад. 生肖, пиньинь shēngxiào, палл. шэнсяо), также «китайский 12-летний зодиак» (кит. упр. 中国十二生肖, пиньинь Zhōngguó shí'èr shēngxiào, палл. чжунго шиэр сэнсяо) — это схема, в которой каждый год соответствует животному и его предполагаемым характерным свойствам, согласно 12-летнему циклу.

## Пять элементов

Пентаграмма У-Син

Согласно восточному гороскопу, все существа и предметы на земле состоят из пяти основных элементов — земля, дерево, огонь, металл и вода. Они понимаются также как стадии развития, протекающего в пяти фазах, превращениях неба, земли и человека. А именно:
1. Дерево: формировать, например, режим дня, с достоинством, постоянством, миролюбием.
2. Огонь: зажигать, например, намечать цель, реализовывать, с размахом, энергией, динамикой, готовностью к борьбе.
3. Земля: укреплять, создавать стабильность и равновесие, с заботливостью, точностью, настойчивостью, постоянством.
4. Металл: формировать, с ограниченной готовностью рисковать, откровенно, справедливо, объективно, вечерняя энергия, осмотрительность, жатва.
5. Вода: раскрепощать, конец цикла и предвкушение нового, осторожность, плодотворность, работать продуманно, склонность к мечтательности.

Каждое животное восточного зодиакального круга имеет положительную, нейтральную, и отрицательную стихию. Какое бы животное ни правило в текущий год, изначально году присуща своя стихия (качество), которая будет напоминать о себе, создавая либо удачные, либо конфликтные комбинации событий. Иными словами, по мнению астрологов, с учётом влияния стихий совсем не обязательно, что самыми благоприятными годами для человека будут именно те года, над которыми властвует «его» животное (в год которого он рождён).
На картинке — пентаграмме У-син отображены правила взаимодействия элементов:
1. Дерево вызывает Огонь, уничтожается Металлом.
2. Огонь создаёт Землю, уничтожается Водой.
3. Земля порождает Металл, уничтожается Деревом.
4. Металл порождает Воду, уничтожается Огнём.
5. Вода порождает Дерево, уничтожается Землёй.

Именно эти отношения (кроме основных правил, сформулировано ещё большое число исключений) используются для толкования судьбы человека, благоприятности для него того или иного года, дня или месяца. Так же определяется и совместимость двух людей.

## Инь и ян
Инь и ян — это два понятия из даосизма. Они описываются как противоположные взаимодополняющиеся принципы. Инь соответствует женскому, пассивному, принимающему, отдающемуся и заботящемуся, нетворческому, отрицающему началу. К нему относятся Земля, Луна, тени и ночь, а также чётные числа. Ян соответствует мужскому, деятельному, активному, динамическому, зачинающему и продуктивному, творческому, утверждающему началу. К нему относятся Солнце и свет, небо и день, а также нечётные числа.
Согласно учению об инь и ян, они чередуют направленность действий человеческого сообщества. Считается, что в год инь люди, используя накопленные силы и ресурсы, сосредотачиваются на завершении незаконченных дел. В год ян человек активизируется на новых делах, продвигается дальше и выше. От инь-ян-направленности зависит и оттенок правящей стихии («цвет» года).
В китайском календаре каждому животному соответствует либо мужское начало Ян, либо женское Инь, которое является постоянным, независимо от года. Таким образом год Крысы всегда соответствует Ян, год Быка — Инь, год Тигра — Ян, год Кролика — Инь, год Дракона — Ян, год Змеи — Инь, год Лошади — Ян, год Козы или Овцы — Инь, год Обезьяны — Ян, год Петуха — Инь, год Собаки — Ян, год Свиньи — Инь.

## Границы года
В китайском календаре начало нового года падает на первое новолуние после зимнего солнцестояния, что происходит в декабре или январе. Наступлением нового года признаётся второе, считая от зимнего солнцестояния (21—22 декабря), новолуние, которое происходит соответственно не раньше 21 января и не позже 20 февраля.[уточнить],

## Китайский календарь на 1900—2043 годы
В таблице наглядно видно, какой знак с каким животным ассоциируется, и указан первый день Нового года. 
Цвет показывает стихию, которая связана с годом: красный = Огонь жёлтый = Земля белый = Металл синий = Вода зелёный = Дерево.
| Крыса или Мышь  | Бык             | Тигр или Барс   | Кролик или Кот  | Дракон          | Змея            | Лошадь          | Овца или Коза   | Обезьяна        | Петух           | Собака          | Кабан или Свинья |
| --------------- | --------------- | --------------- | --------------- | --------------- | --------------- | --------------- | --------------- | --------------- | --------------- | --------------- | ---------------- |
| 1900 31 января  | 1901 19 февраля | 1902 8 февраля  | 1903 29 января  | 1904 16 февраля | 1905 4 февраля  | 1906 25 января  | 1907 13 февраля | 1908 2 февраля  | 1909 22 января  | 1910 10 февраля | 1911 30 января   |
| 1912 18 февраля | 1913 6 февраля  | 1914 26 января  | 1915 14 февраля | 1916 3 февраля  | 1917 23 января  | 1918 11 февраля | 1919 1 февраля  | 1920 20 февраля | 1921 8 февраля  | 1922 28 января  | 1923 16 февраля  |
| 1924 5 февраля  | 1925 25 января  | 1926 13 февраля | 1927 2 февраля  | 1928 23 января  | 1929 10 февраля | 1930 30 января  | 1931 17 февраля | 1932 6 февраля  | 1933 26 января  | 1934 14 февраля | 1935 4 февраля   |
| 1936 24 января  | 1937 11 февраля | 1938 31 января  | 1939 19 февраля | 1940 8 февраля  | 1941 27 января  | 1942 15 февраля | 1943 5 февраля  | 1944 25 января  | 1945 13 февраля | 1946 2 февраля  | 1947 22 января   |
| 1948 10 февраля | 1949 29 января  | 1950 17 февраля | 1951 6 февраля  | 1952 27 января  | 1953 14 февраля | 1954 3 февраля  | 1955 24 января  | 1956 12 февраля | 1957 31 января  | 1958 18 февраля | 1959 8 февраля   |
| 1960 28 января  | 1961 15 февраля | 1962 5 февраля  | 1963 25 января  | 1964 13 февраля | 1965 2 февраля  | 1966 21 января  | 1967 9 февраля  | 1968 30 января  | 1969 17 февраля | 1970 6 февраля  | 1971 27 января   |
| 1972 15 февраля | 1973 3 февраля  | 1974 23 января  | 1975 11 февраля | 1976 31 января  | 1977 18 февраля | 1978 7 февраля  | 1979 28 января  | 1980 16 февраля | 1981 5 февраля  | 1982 25 января  | 1983 13 февраля  |
| 1984 2 февраля  | 1985 20 февраля | 1986 9 февраля  | 1987 29 января  | 1988 17 февраля | 1989 6 февраля  | 1990 27 января  | 1991 15 февраля | 1992 4 февраля  | 1993 23 января  | 1994 10 февраля | 1995 31 января   |
| 1996 19 февраля | 1997 7 февраля  | 1998 28 января  | 1999 16 февраля | 2000 5 февраля  | 2001 24 января  | 2002 12 февраля | 2003 1 февраля  | 2004 22 января  | 2005 9 февраля  | 2006 29 января  | 2007 18 февраля  |
| 2008 7 февраля  | 2009 26 января  | 2010 14 февраля | 2011 3 февраля  | 2012 23 января  | 2013 10 февраля | 2014 31 января  | 2015 19 февраля | 2016 8 февраля  | 2017 28 января  | 2018 16 февраля | 2019 5 февраля   |
| 2020 25 января  | 2021 12 февраля | 2022 1 февраля  | 2023 22 января  | 2024 10 февраля | 2025 29 января  | 2026 17 февраля | 2027 6 февраля  | 2028 26 января  | 2029 13 февраля | 2030 3 февраля  | 2031 23 января   |
| 2032 11 февраля | 2033 31 января  | 2034 19 февраля | 2035 8 февраля  | 2036 28 января  | 2037 15 февраля | 2038 4 февраля  | 2039 24 января  | 2040 12 февраля | 2041 1 февраля  | 2042 22 января  | 2043 10 февраля  |
| Крыса или Мышь  | Бык             | Тигр или Барс   | Кролик или Кот  | Дракон          | Змея            | Лошадь          | Овца или Коза   | Обезьяна        | Петух           | Собака          | Кабан или Свинья |

## Роль календаря в жизни древних китайцев
Забота о календаре не была доверена учёным или придворным астрологам. Она считалась важнейшей обязанностью самого императора. Чтобы обеспечить точность календаря, император не стеснялся принимать советы даже иностранных варваров, например, мусульман, а в середине XVII века — иезуитов. Это была важнейшая составляющая его роли посредника между Землёй и Небом. Император объявлял наступление времён года (в разные времена года он должен был жить в разных покоях своего дворца) и начало основных сезонных работ, например, проводил первую символическую борозду, открывал сезон охоты или рыбной ловли.
Важнейшие жизненные решения принимались древними китайцами с учётом толкования гороскопа. Существуют сложные правила толкования гороскопа, на основании которых предсказателем делается вывод о характере человека, чей гороскоп анализируют, или о благоприятности того или иного момента для нового начинания.
Довольно разработанным был также прогноз личностной совместимости людей.